# الربح المفاجئ
الربح المفاجئ (بالإنجليزية: Windfall gain)‏ هو أي نوع من الدخل المرتفع أو الوفير بشكل غير عادي مفاجئ أو غير المتوقع. 

## الأنواع
تتضمن أمثلة المكاسب غير المتوقعة ، على سبيل المثال لا الحصر:
- المكاسب المتأتية من تحويل شركة تأمين تعاونية أو بنك تعاوني أو مؤسسة إدخار وإقراض إلى شركة مساهمة حيث يمكن أن يؤدي هذا المثال إلى مكاسب غير متوقعة كبيرة بشكل خاص. تنبأت دراسة أجريت في عام 1999 حول الاستبدال المحتمل لشراكة جون لويس بأن الشركاء سيحصلون على ما يزيد عن 100000 جنيه إسترليني في شكل مكاسب غير متوقعة إذا تم طرح الشركة في سوق الأوراق المالية.
- إرث غير متوقع أو هدية كبيرة أخرى من شخص آخر
- مكاسب اليانصيب
- الفوز باليانصيب أو النجاح في شكل آخر من أشكال المقامرة
- عوائد الاستثمارات
- متحصلات أو ربح من بيع كبير
- مكافأة رواتب التوظيف
- الموارد الطبيعية
- مساعدات أجنبية
- عائدات مطالبة التأمين
- تسوية من دعوى قضائية
- الاكتشافات من البحث عن الكنز

## الاستخدامات
ما يفعله الناس بالمكاسب الغير متوقعة يخضع لكثير من الجدل. في حين أنها تختلف من حساب إلى آخر، يفترض معظم الاقتصاديين أن غالبية المكاسب يتم توفيرها، بسبب فرضية الدخل الدائم.